# Svatý Haštal
Svatý Haštal (latinsky Castullus, německy Kastulus či Kastl) byl křesťanský prvomučedník v Římě.

## Život
Haštal žil v Římě ve 3. století za vlády císaře Diokleciána. Narodil se mezi léty 242–245 v urozené rodině. Podle legendy byl správcem a sklepníkem Diokleciánova paláce. Společně se svým přítelem svatým Tiburciem se obrátil na křesťanskou víru a papež svatý Caius jej asi roku 283 pokřtil. Haštal poskytoval úkryt křesťanům během pronásledování. Nakonec byl sám zatčen a pravděpodobně v letech 286–287 nebo 312 byl pohřben za živa v katakombách na Via Labicana. Tyto katakomby po něm byly nazvány a na místě jeho smrti v Římě v 7. století postaven kostel, který mu byl zasvěcen.

## Úcta
Svatý Haštal je kromě Itálie uctíván zvláště v Bavorsku, v Moosburgu, kam jeho ostatky před rokem 772 přenesli misionáři z řádu benediktinů, a od roku 1604 v chrámu sv. Martina a sv. Haštala v Landshutu. Haštalovi jsou zasvěceny také vesnické kostely v horním Bavorsku (např. Kastl). Moosburg proslul poutěmi ke sv. Haštalu.
V českých zemích je jediný kostel zasvěcený svatému Haštalovi postaven před rokem 1234 na pražském Starém Městě jako románská bazilika, vedle něj byl zbudován Anežský klášter. Patřil tehdy k nejvýznamnějším chrámům v Praze, podací právo k němu měly české královny, dodnes se jeho okolí nazývá Haštalská čtvrť. V době vrcholné gotiky byl přestavěn, severní dvoulodí je nejstarším prostorem tohoto stavebního typu v českých zemích. Relikvie jsou uloženy ve schránce v tabernáklu na hlavním oltáři. Obraz sv. Haštala na hlavním oltáři namaloval Josef Scheiwl roku 1884.

## Vyobrazení
Svatý Haštal bývá vyobrazen jako mladý rytíř v plášti s mečem a knížecí čepicí, v ruce drží palmu mučedníka.

## Patron
Svatý Haštal je patronem zemědělců a pastýřů. Má chránit před bleskem, povodní a nemocemi domácího zvířectva. Patří do skupiny světců kolem sv. Šebestiána, Marka, Marcellina a Tiburcia. Svátek má 26. března.